# Kagrafell
Kagrafell är ett berg i republiken Island. Det ligger i regionen Västfjordarna, 250 km norr om huvudstaden Reykjavík. Toppen på Kagrafell är 507 meter över havet.
Trakten runt Kagrafell är nära nog obefolkad, med mindre än två invånare per kvadratkilometer. Det finns inga samhällen i närheten. Trakten runt Kagrafell består i huvudsak av gräsmarker.